# Gornji Lajkovac
Gornji Lajkovac (cyr. Горњи Лајковац) – wieś w Serbii, w okręgu kolubarskim, w gminie Mionica. W 2011 roku liczyła 367 mieszkańców.